# Rynek w Mstowie
Rynek w Mstowie (plac Adama Mickiewicza) – centrum założenia miejskiego Mstowa w powiecie częstochowskim.
Kompozycja rynku powstała na planie zbliżonym do trapezu. Poszerza się w kierunku południowo-wschodnim, gdzie pierzeje uległy odkształceniu w stronę ul. Wolności, dawnej głównej drogi wylotowej z miasta. Rynek nie posiada tradycyjnego (regularnego) układu ulic wylotowych, z uwagi na istnienie tylko jednej przeprawy mostowej na Warcie. Rzeka otacza miasto łukiem od północy i zachodu i w tych kierunkach nie było konieczności budowania ulic. W pierzei północnej zbudowano natomiast ulicę w kierunku mostu warcianego. Do 1811 w rynku stał ratusz (rozebrany). W 1879 zabudowa rynkowa spłonęła, ale uzupełniono ją do końca XIX wieku. Najcenniejsze kamienice są zlokalizowane w południowej pierzei. Jedna z nich pełni rolę Gminnego Ośrodka Kultury (na jej elewacji wmurowana jest tablica pamiątkowa ku czci Tadeusza Kościuszki z 1917). W elewacji północnej przeważają obiekty wybudowane po 1990 o nie zawsze harmonijnej kolorystyce i proporcjach. Płyta rynku rozdzielona jest drogą w proporcji 1 do 2. W centralnej części placu zachowana jest roślinność wysoka. Po II wojnie światowej ⅓ powierzchni rynkowej służyła celom transportowym – był tu parking i przystanek komunikacji autobusowej. W zachodniej części istniał skwer z pomnikiem Adama Mickiewicza z 1955. W 2007, podczas rewaloryzacji rynku, pomnik przesunięto w kierunku zachodnim. Wtedy też wprowadzono małą architekturę – stoliki do gry w szachy, ławki, oprawy koszy i latarni, uzupełniono zieleń, tworząc strefy wypoczynkowe i zbudowano wysepkę ze studnią miejską.